# Mathew Belcher
Mathew Anthony Belcher, AOM (* 20. September 1982 in Gold Coast) ist ein australischer Segler.

## Werdegang
Mathew Belcher nahm an zwei Olympischen Spielen mit der 470er Jolle teil. 2012 ging er mit Malcolm Page an den Start, mit dem er die Regatta vor dem britischen und dem argentinischen Boot auf dem ersten Platz abschloss, womit die beiden Olympiasieger wurden. Von den ersten zehn Rennen hatten sie fünf gewonnen und erreichten im medal race den zweiten Rang. Bei den Olympischen Spielen 2016 in Rio de Janeiro belegte er mit William Ryan hinter den Kroaten Šime Fantela und Igor Marenić den zweiten Platz. Zwar hatten die Griechen Panagiotis Mantis und Pavlos Kagialis ebenso wie Belcher und Ryan 58 Gesamtpunkte erzielt, im medal race kamen sie jedoch vor Mantis und Kagialis als Neunte ins Ziel und sicherten sich so die Silbermedaille.
Fünf Jahre später gelangen Belcher und Ryan bei den 2021 ausgetragenen Olympischen Spielen 2020 in Tokio schließlich der Olympiasieg, für Belcher der nunmehr zweite. Mit nur 23 Gesamtpunkten gewannen sie ihre Konkurrenz in der 470er Jolle vor den Schweden Anton Dahlberg und Fredrik Bergström sowie Jordi Xammar und Nicolás Rodríguez aus Spanien. Während der Schlussfeier war Belcher der Fahnenträger seiner Nation.
Bei Weltmeisterschaften gewann er insgesamt neun Medaillen, davon achtmal die Goldmedaille. Dreimal, von 2010 bis 2012, wurde er mit Malcolm Page Weltmeister, zwischen 2013 und 2019 gewann er fünfmal den Titel mit William Ryan.
2013 zeichnete der Weltverband World Sailing Belcher als Weltsegler des Jahres aus. Für seinen Olympiaerfolg erhielt er im Jahr darauf die Australia Order Medal. Er ist mit der deutschen Seglerin Friederike Belcher verheiratet.